# 石硤尾街

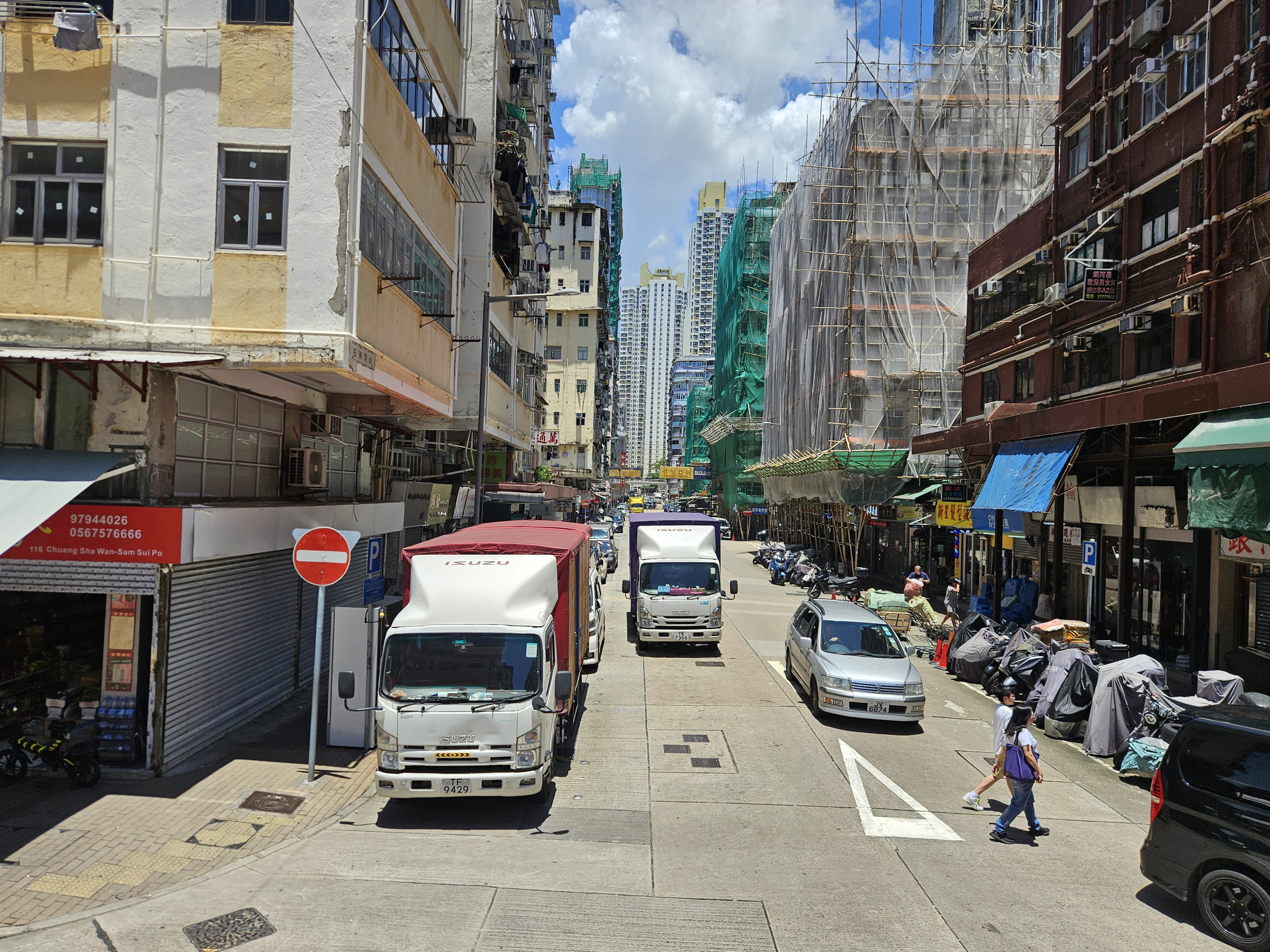
石硤尾街近長沙灣道

石硤尾街（英語：Shek Kip Mei Street），是位於香港九龍深水埗區的一條中型街道，與大埔道、南昌街及長沙灣道為鄰，就近的港鐵車站為石硤尾站A出口、深水埗站A及B出口。石硤尾街是舊區，較多唐樓。

## 街名來源
傳聞因為街尾鄰近從前石硤尾徙置區而得名。

## 街景

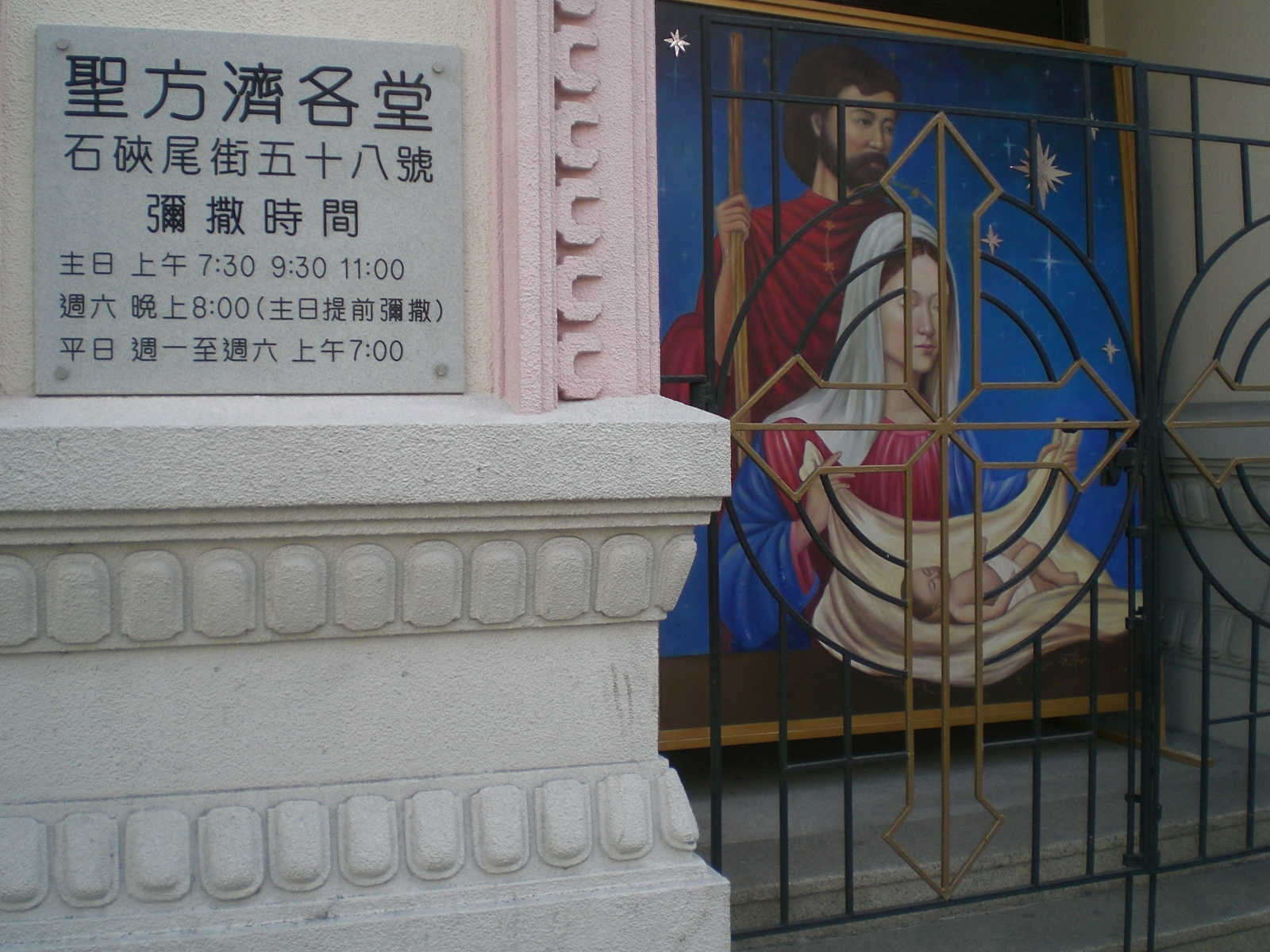
聖方濟各堂
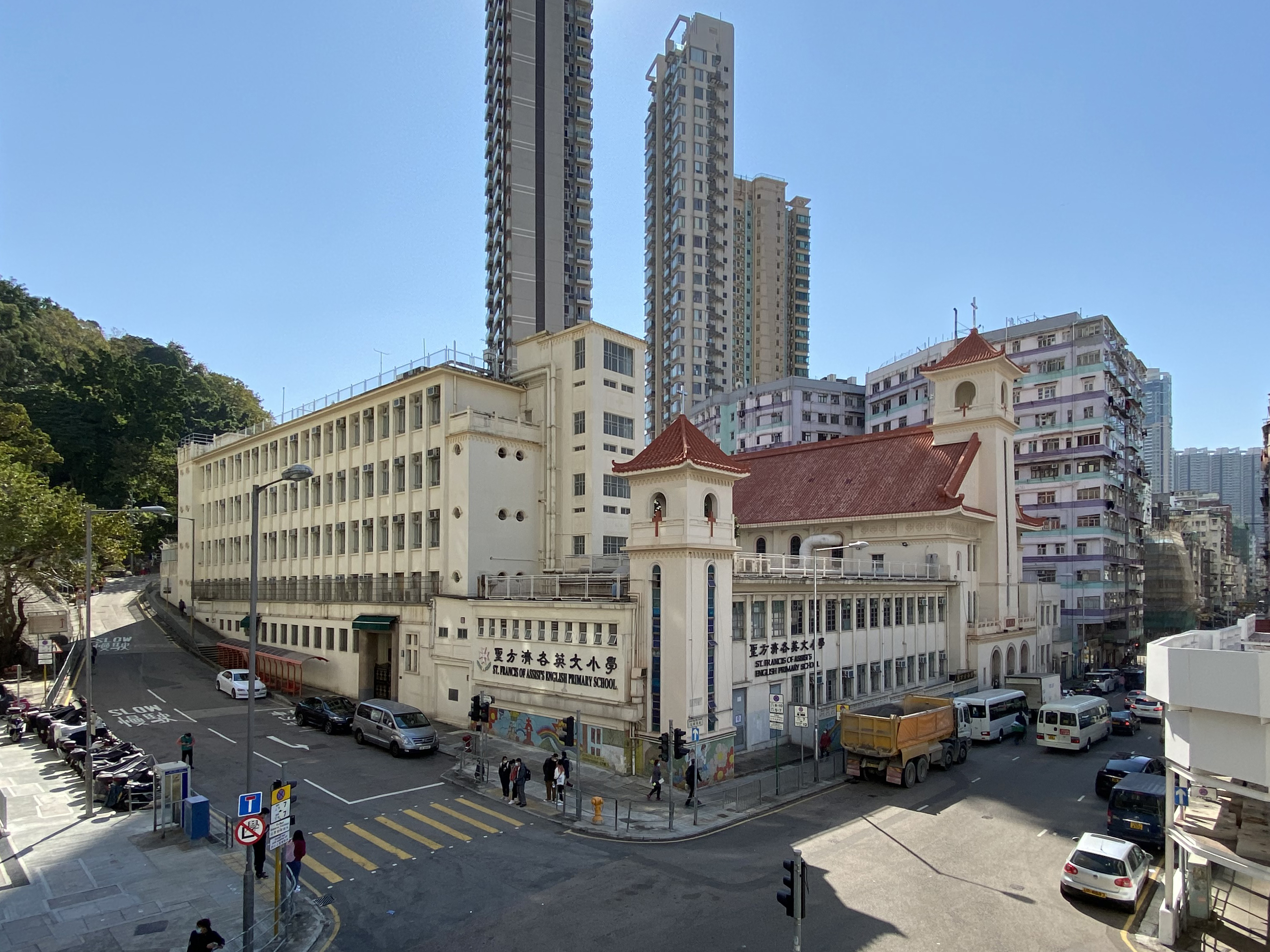
聖方濟各英文小學
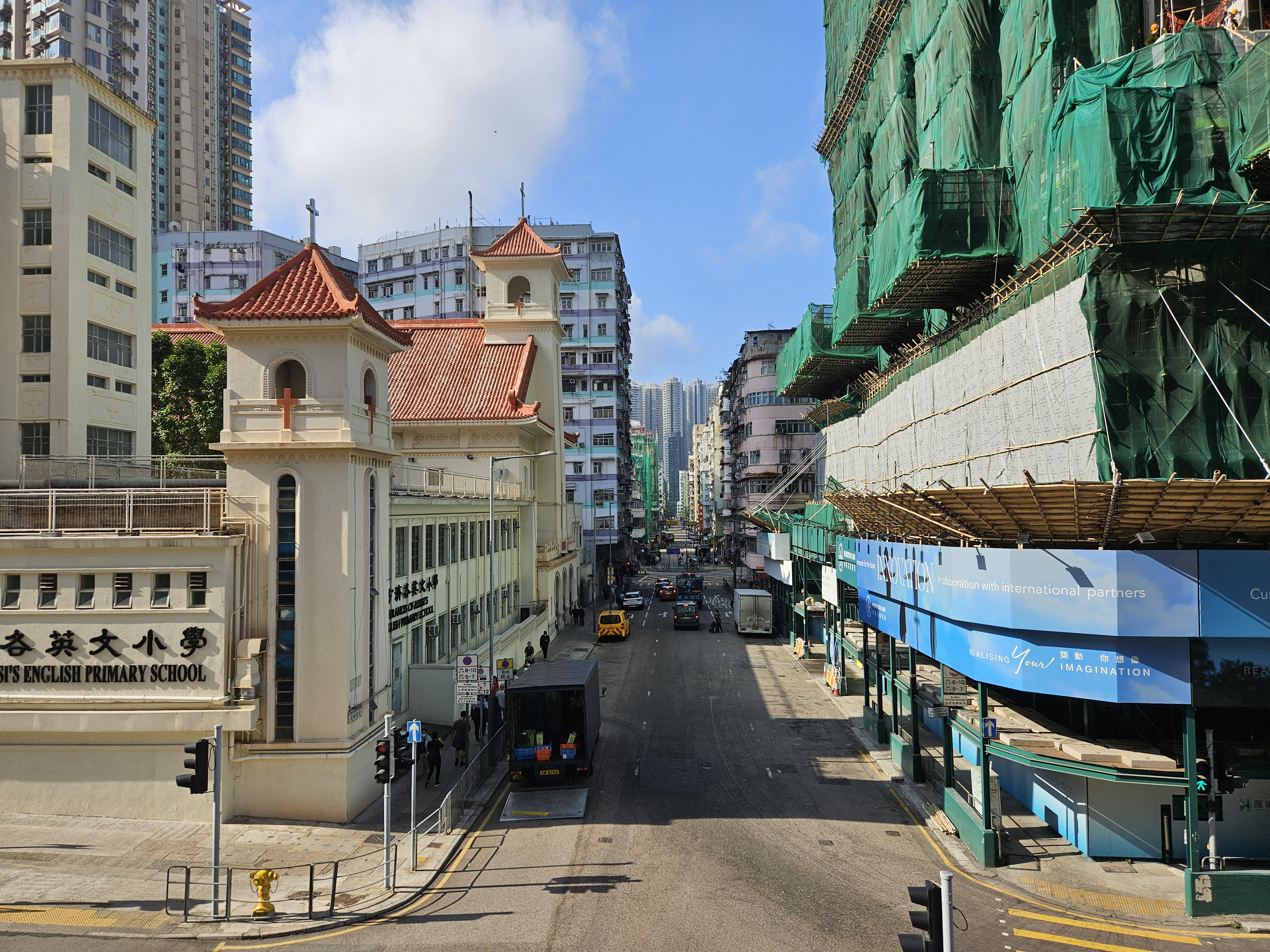
聖方濟各英文小學對出的一段石硤尾街
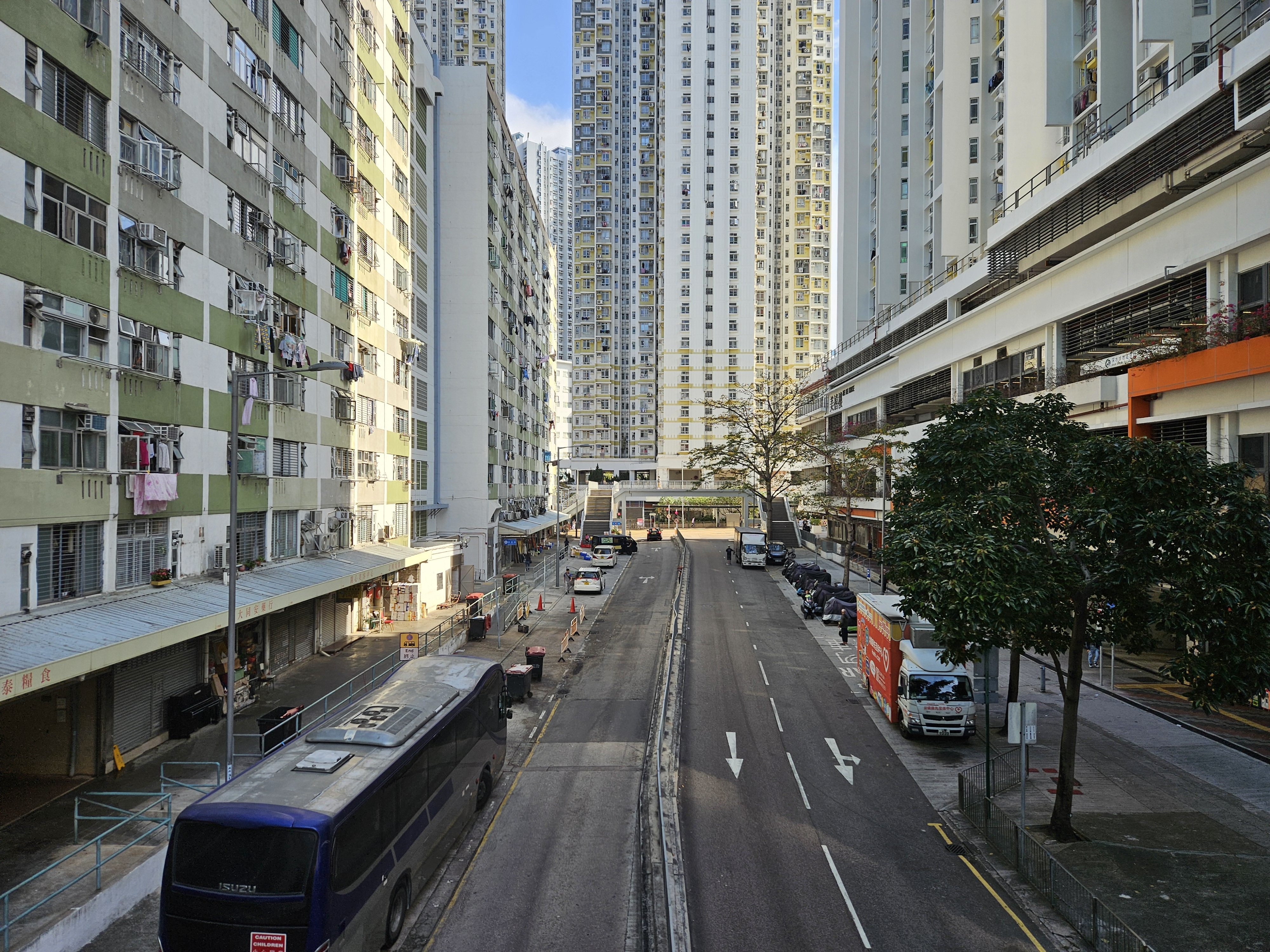
石硤尾街北段
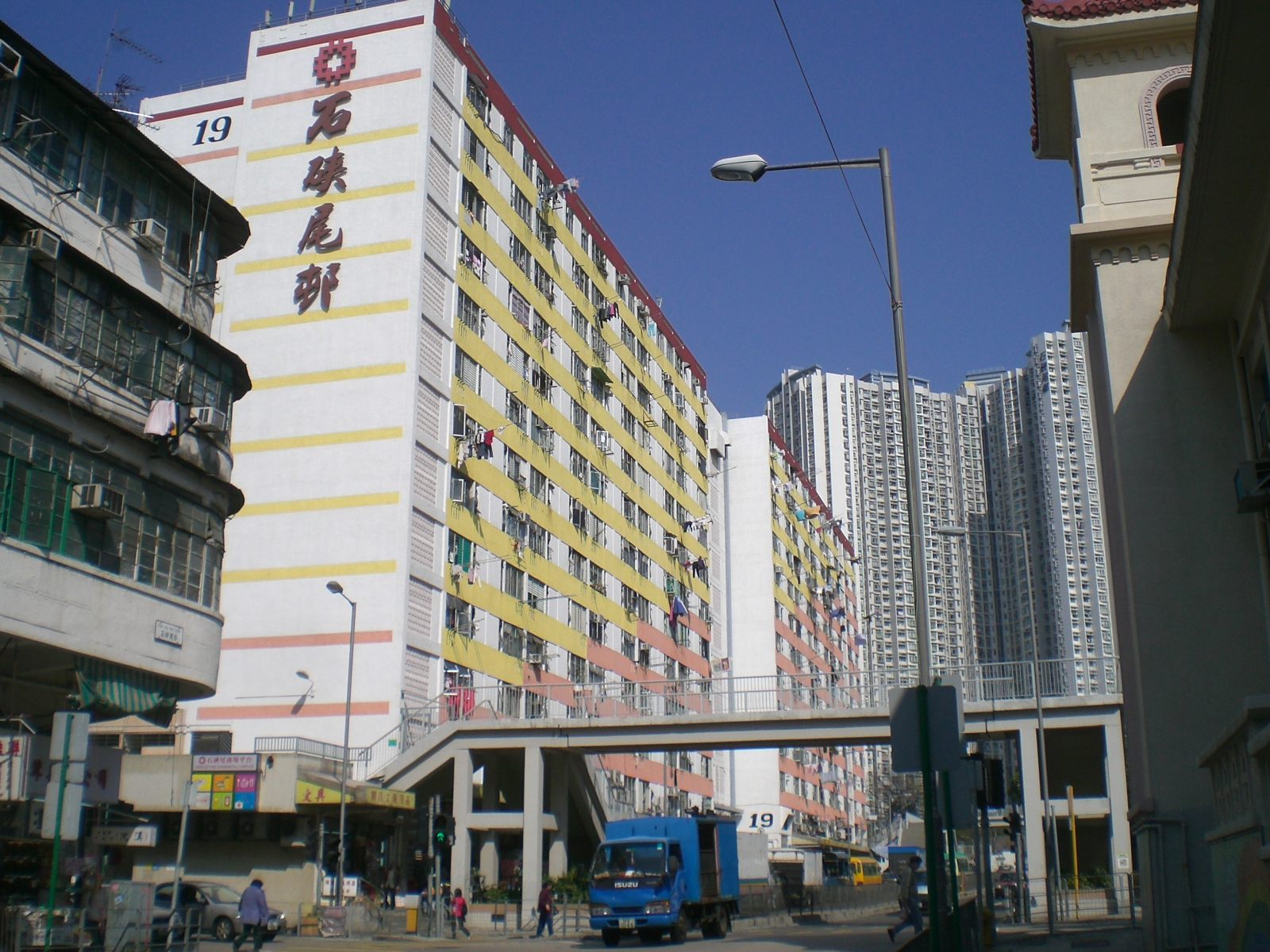
石硤尾街行人天橋
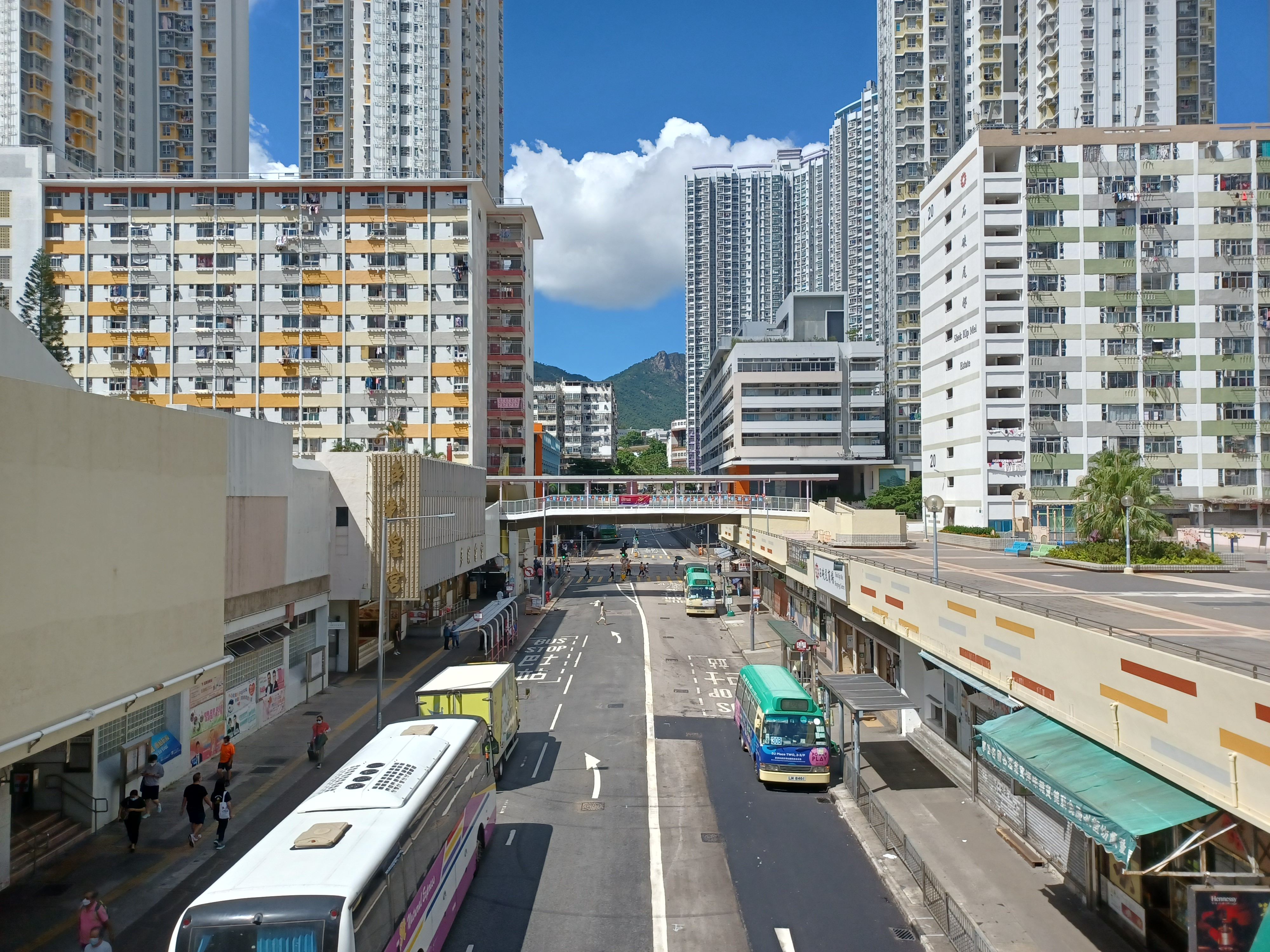
石硤尾邨

## 鄰近
- 荔枝角道
- 大南街
- 汝州街
- 鴨寮街
- 長沙灣道
- 福華街
- 福榮街
- 元州街
- 大埔道
- 巴域街
- 窩仔街
- 石硤尾邨
- 石硤尾街市

22°19′45″N 114°09′53″E / 22.3292761°N 114.1647681°E